# Hachishakusama
Hachishakusama (八尺様, Hasshakusama) es una leyenda urbana japonesa que trata sobre un ente maligno que se aparece en pequeños pueblos rurales y campos por todo Japón y que acecha principalmente a jóvenes y niños. Es una leyenda relativamente reciente, ya que apareció originalmente en el tablón anónimo del foro japonés 2channel, ¿Te gustaría recopilar historias tan terroríficas que de verdad no tienen nada de chiste? (死ぬほど洒落にならない怖い話を集めてみない?; shinu hodo share ni naranai kowai hanashi o atsumete minai?), el 26 de agosto de 2008.
Es un espíritu o espectro peligroso (yōkai) de más de dos metros, cuyo aspecto varia depende del testimonio. Algunos la describen como una mujer joven o de mediana edad con un camisón y otros como una anciana de kimono blanco. Sus presas favoritas son menores de edad, en especial los más pequeños, ya que son más susceptibles y crédulos. Suele mantenerse alejado de las grandes ciudades y urbes.

## Etimología
Su nombre está conformado por las palabras hachi o has (de 八; Ocho), shaku o saku (de 尺; antigua medida de longitud japonesa traducida como Pies) y sama (de 様; Dama o señora, como honorífico de respeto), por lo que su nombre se traduciría como La dama de ocho pies de altura.

## Descripción general
Como su nombre indica, hachishakusama es descrita como una mujer de 240 cm de altura y puede aparecer como una bella joven, una mujer de mediana edad o una anciana. De acuerdo con Shinichiro Namiki, suele aparecer en un vestido de tirantes blanco, como un camisón o con un kimono blanco, aunque puede ser negro. A menudo lleva un sombrero de verano blanco que le cubre los ojos, imposibilitando ver todo su rostro.
Habla y ríe con una voz femenina extrañamente robótica, o bien, con una voz masculina y gutural, haciendo un ruido similar a: "Po, popo, poopoo...", como si alguien hablara consigo mismo. También puede imitar las voces de personas, como familiares y amigos, para engañar a sus víctimas, generalmente adolescentes cercanos a la edad adulta, preadolescentes y niños. También puede comunicarse con animales por medio de señas o gruñidos y un lenguaje desconocido.
Hace mucho tiempo, había zonas designadas con 4 estatuas Jizō (quien es el bodhisattva protector de las almas de los niños) las cuales contenían al espíritu, pero que en algún momento, una de ellas se rompió por razones desconocidas (se cree que alguien la rompió), haciendo que el fantasma escape y ahora sea libre de aparecer en cualquier campo o villa rural.
Un método típico para evitarlo es llevar contigo un talismán o pergamino con oraciones, encerrarte en un cuarto con sal en las 4 esquinas, rezar a los kami o a budas y no salir ni dejar entrar a nadie bajo ningún concepto hasta las 7:00 AM. Si te encuentras con Hachishaku-sama, no debes hablar con él ni señalarlo.
Se dice que nadie de los que han visto a Hachisakusama ha podido escapar con vida, pero existe un relato sobre un sobreviviente, el cual se narrará a continuación en primera persona.

## Relato
Cuando estudiaba bachillerato, visitaba regularmente la casa de la familia de mi padre, que está a unas dos horas de donde vivo en coche. Son una familia de granjeros y agricultores, pero me encantaba ese ambiente, así que, cuando empecé a ir en motocicleta mientras iba a la prepa, solía ir solo durante las vacaciones de verano e invierno, ya que eran zonas generalmente seguras.
Mis abuelos siempre me recibían con los brazos abiertos y me daban comida. Pero la última vez que los he visto fue hace diez años, antes de empezar mi tercer año de prepa. La razón es la siguiente:
Después del inicio de las vacaciones de primavera, había ido en bicicleta a pasar unos días en casa de mis abuelos. A pesar del frío que hacía de buena mañana, la terraza estaba cálida y me estaba relajando allí un rato. Es entonces cuando escuché un ruido extraño: «Po-po-po-pop». No era un animal ni una máquina, parecía venir de una persona. Mientras pensaba de que podía tratarse, vi un sombrero en lo alto del seto del jardín. El sombrero se movía de un lado a otro. Miré mejor por un hueco que había y vi a una mujer extremadamente alta, y pálida que llevaba el sombrero. La mujer llevaba un vestido blanquecino, pero el seto medía unos dos metros de alto. Me pregunté: ¿Cuánto debía de medir como para poder asomar la cabeza por encima de él? Me quedé atónito justo cuando la mujer se movió otra vez y desapareció de mi vista, mientras que el insólito sonido cesó.
En ese momento pensé que lo había visto mal y que se trataba de una mujer o un hombre travestido esbelto con tacones muy altos. Más tarde, mientras tomábamos el té en la sala, les conté a mis abuelos lo que había visto. Cuando les dije «Antes he visto una mujer corpulenta en la cerca, me pregunto si era un hombre travestido», mis abuelos contestaron «Ah, sí», como si no prestaran atención. Pero cuando añadí «Era más alta que la valla, llevaba sombrero y hacía un ruido como Popopo» ambos se quedaron paralizados. Con expresión firme, mi abuelo me bombardeó a preguntas sobre cuando, donde la vi, y cuanto más alta era que el seto. Cuando les contesté, se mantuvieron callados y mi abuelo salió al pasillo a hacer una llamada. Como el biombo estaba cerrado, no escuché muy bien lo que decía. Mi abuela parecía temblar un poco.
Yo me estaba empezando a asustar, cuando el abuelo regresó y me dijo «Puedes quedarte a pasar la noche, no te dejaré volver solo a casa de tus padres». Pensé que había hecho algo muy malo, pero no sabía el que. Entonces dijo «Cariño, te dejo a cargo del niño, voy a buscar a Ka-San» y se fue en su camioneta.
Tímidamente, le pregunté a mi abuela que pasaba y ella me respondió con voz temblorosa: «Parece que Hachisaku-Sama se ha fijado en ti. En esta zona hay una criatura problemática llamada Yashaku-sama, que parece una mujer muy alta y corpulenta. Fiel a su nombre, mide ocho shakus de altura y ríe con una voz masculina que dice: bo bo bo bo. Según a quien le preguntes, aparece como una joven vestida de verano o de luto, una anciana de kimono normal o una mujer con uniforme de trabajo. Sin embargo, todas comparten las mismas características: una mujer anormalmente alta, un sombrero, o incluso kanzashi en la cabeza, y una risa desconcertante. Se rumorea que atormentaba a los viajeros en el pasado, aunque esto es incierto. Fue sellada por Jizo en este distrito, ahora parte de la Ciudad X, pero antiguamente Aldea X, una división semejante al oaza de hoy en día, y ya no pudo viajar a otro lugar. Si eres del agrado de Hachisaku Sama, este te secuestrará y te matará en unos pocos días. La última vez que hachisakusama provocó una desaparición fue hace 15 años». Me enteré de esto después, pero al parecer, la razón por la que Jizo la selló es que, por razones desconocidas, yasakusama solo podía recorrer un determinado número de caminos, y se erigieron estatuas de Jizo a lo largo de estos senderos, en el límite de las villas. Su propósito era evitar que hassakusama se moviera, y parece que hay cuatro figuras en los límites norte, este, oeste y sur. Sin embargo, aparentemente, se mantuvieron allí por una especie de acuerdo entre las aldeas (mura), como priorizar los derechos del agua, ya que las apariciones de Hachishaku-sama ocurren cada pocos o doce años».
No lo podía creer. Mi abuelo finalmente regresó con una mujer. «Es una situación horrible. Quédate con esto por ahora», dijo la bruja llamada K, dándome un talismán. Mi abuela ni siquiera me dejaba ir solo al baño ni cerrar la puerta del todo. Después de un rato, subimos al segundo piso y me llevaron a una habitación. Habían tapado todas las ventanas con periódico, con o-fudas pegados encima y montones de sal en las esquinas. Había un objeto similar a una caja de madera, aunque no precisamente un altar, pero tenía una estatua de Buda encima. También había dos orinales.
«Ya casi anochece, no puedes salir de esta habitación hasta mañana por la mañana. Ni tu abuela ni yo te llamaremos. No abras la puerta ni salgas hasta las siete de la mañana. Llamaré a casa».
Mi abuelo me lo dijo en un tono y cara serios, por lo que simplemente asentí en silencio. «Mantente con tu talismán y asegúrate de seguir lo que te digo. Si te ocurre algo, reza ante Buda», añadió K-san. Me dijeron que podía ver la televisión y la puse para ver si me distraía, pero no podía. Tampoco quería comer las bolas de arroz y los dulces que me había dado la abuela, así que me acurruqué en mi futón, temblando.
Incluso en ese estado, debí quedarme dormido en algún momento, ya que desperté y vi que se estaba transmitiendo solo un programa nocturno en la televisión (no me acuerdo cuál era). Miré el reloj y era poco más de la una de la madrugada. Estaba pensando en lo despierto que estaba a esa hora tan inoportuna cuando oí un golpeteo en la ventana, no un golpe de una piedra, sino más bien un ligero golpeteo de una mano. No sabía si realmente era el viento, pero intenté convencerme de ello. Tomé un sorbo de té para calmarme, pero seguía asustado, por lo que subí el volumen de la televisión y me obligué a mirar. Entonces oí la voz de mi abuelo: «Oye, ¿estás bien? Si tienes miedo, no te fuerces». Instintivamente me acerqué a la puerta, pero enseguida recordé lo que había dicho. Volví a oír la voz: «¿Qué pasa? Puedes venir». Se parecía mucho a la de mi abuelo, pero no era la suya. Al tener esa sensación, se me puso la piel de gallina. De repente, miré el cuenco con sal en el rincón y noté que la punta de arriba se había vuelto negra.
Corría hacia la estatua de Buda y me senté frente a ella, agarrando el talismán y rezando con desesperación «Por favor, ayúdame». En ese momento, oí esa voz: «Po-po-po, po-po-po...», y el vidrio de la ventana empezó a ser golpeado. Sabía que no era tan alto, pero no pude evitar imaginarlo extendiendo la mano desde abajo y golpeando el cristal. Lo único que pude hacer fue rezarle a la estatua de Buda.
Parecía una noche larguísima, pero al final, llegó el amanecer, y antes de darme cuenta, el televisor, que había dejado encendido, estaba transmitiendo las noticias de la mañana. La hora en la esquina de la pantalla marcaba las 7:13. Los golpes en el cristal y la voz habían cesado sin que me diera cuenta. Parecía que me había quedado dormido o perdido el conocimiento. La sal se había vuelto completamente negra.
Para asegurarme, miré mi reloj y vi que era casi la misma hora, así que abrí la puerta con cuidado y allí estaban la abuela y K San, ambas con cara de preocupación. La abuela lloró de alivio y dijo: «Gracias a Dios». Cuando bajé, mi abuelo y mis padres también habían llegado. El abuelo asomó la cabeza y me instó a subir al coche, por lo que salí al jardín y vi a varios hombres. La furgoneta tenía capacidad para nueve personas y me obligaron a sentarme en medio de la fila central, con la Sra. K en el asiento del copiloto, y todos los hombres del jardín también subieron. Éramos con mi abuela nueve personas en total, y estábamos rodeados por todos lados.
«Este es un problema serio. Sé que puede molestarte, pero de ahora en adelante, cierra los ojos y mira hacia abajo. Nosotros no podremos ver nada, pero tú sí. No abras los ojos hasta que yo te diga que puedes.», eso dijo un hombre de unos 50 años que estaba sentado a mi lado. Entonces, el convoy empezó a avanzar, con la furgoneta de mi abuelo al frente y el coche de mi padre detrás. El convoy avanzaba a muy baja velocidad, posiblemente no había recorrido ni 5 kilómetros. Al poco rato, K san murmuró: «Es hora de aguantar», y empezó a cantar algo parecido a una oración budista.
«Po-po, pop, pop, popo-po...»
Oí esa voz de nuevo. Apreté el talismán que K me había dado, cerré los ojos como me habían indicado y miré hacia abajo como me habían indicado, pero por alguna razón los abrí un poco y miré hacia afuera. Lo que me llamó la atención fue un vestido blanquecino de una pieza. Se movía al ritmo del coche. Debía seguirlo con esas largas zancadas. Su cabeza estaba fuera de la ventana así que no pude verla. Sin embargó, empezó a inclinarla, como si intentara mirar dentro del coche. Inconscientemente, solté un hipo. «¡No mires!», gritó la persona a mi lado en voz alta. Cerré los ojos con fuerza frenéticamente, y apreté el fuda con más fuerza.
Se oyó un golpeteo en el cristal. Los coches que nos rodeaban emitían sonidos breves como eh y hmm. Aunque los demás no pudieran verla ni oír la voz, si podían oír el sonido. Las oraciones de K. se hicieron más poderosas. Finalmente, justo cuando las voces y los sonidos parecían apagarse, K-san gritó: «¡Salió bien!». Los hombres que nos rodeaban, que habían guardado silencio hasta entonces, también exclamaron aliviados: «¡Gracias a Dios!». Finalmente, el coche se detuvo en seco y nos trasladaron al de mi padre. Mientras mis padres y mi abuelo hacían una reverencia a los demás hombres, K. San se acercó y pidió: «Muéstrame el talismán». Miré el talismán que seguía agarrando inconscientemente, y se había vuelto completamente negro. K. me entregó un talismán nuevo y me dijo: «Creo que ya estarás bien, pero por si acaso, quédate con esto un rato». Después de eso, mis padres y yo volvimos a casa.
Mi abuelo y un vecino devolvieron la moto más tarde. Mi padre parecía saber de Hachisaku-Sama y me contó que uno de sus amigos había sido poseído y había muerto de niño. También sabía de personas que habían sido poseídas y se habían mudado ha otros lugares. Los hombres de la furgoneta eran todos parientes de la familia de mi abuelo, lo que significa que tenía un parentesco con ellos, aunque fuera leve. Mi padre también tenía parentesco de sangre, así que, junto con mi abuelo, intentaron hacer lo que hicieron para engañar a hasshakusama. El hermano de mi padre (tío) no pudo venir, así que al parecer enviaron a alguien con un parentesco leve. Aun así, siete hombres no podían ser enviados allí en ese momento, y como el día parecía más seguro que la noche, se encerraron en una habitación durante la noche. De camino, estaban preparados para el peor de los casos: Mi abuelo o mi padre ocuparían su lugar. Entonces me explicó lo que describí arriba y me dejó muy claro que no debía volver allí jamás, ya que las víctimas que vuelven al lugar del avistamiento inicial, corren el riesgo de que el fantasma les esté esperando para terminar lo que dejó inconcluso. Se cree que Hachisaku-Sama se alimenta de la energía o elíxir vital de sus presas, más precisamente de su sangre. Cuando volví a casa y hablé por teléfono con mi abuelo, le pregunté si me había llamado esa noche, pero lo negó rotundamente. «Eso fue todo...», pensé, y un escalofrío me recorrió la espalda de nuevo.
Las víctimas de Hachishakusama suelen ser jóvenes que aun no han alcanzado la edad adulta, y en particular, niños. Cuando los niños o jóvenes se encuentran en un estado de ansiedad extrema, si escuchan tales cosas de un familiar, pueden terminar abriéndose a ser contactados por espíritus peligrosos.
Diez años después, cuando casi había olvidado ese incidente, ocurrió algo similar en una escuela, algo bastante grave. Recibí una llamada de mi abuela diciendo: «Alguién ha destruido la estatua de Jizo que sella a hachishaku-sama. La que está en el camino que lleva a tu casa, para ser exactos». (Mi abuelo había fallecido dos años antes, y, naturalmente, no me permitieron asistir al funeral. Al parecer, como no pudo levantarse, me dijo que no dejara venir ni que le abriera la puerta ha nadie, no sin antes percatarme de quien era realmente). Ahora me digo a mí mismo que probablemente sea solo superstición, pero estoy bastante preocupado. Me imagino cómo sería oír otra vez esa voz: «Po-po-po...».

## En la cultura popular
La historia de terror ocultista de Hachishakusama se ha vuelto muy popular entre el Internet, junto con otras leyendas japonesas como Kotoribako y Yamanoke.
Hasshakusama se ha vuelto muy popular entre los mangas en las redes sociales y webs, representada a menudo de forma exagerada, siendo únicamente capaz de comunicarse a través del sonido "Po", cuando ya se sabe que puede hablar e imitar voces. Hachishaku-sama ha aparecido en animes como Urasekai Picnic, True Scary Stories: Haunted Propertie Entertainer 3, y el videojuego Silent Playhouse Residence de Cryziel. También, parte del diseño de Alcina Dimitrescu, del videojuego de 2021 Resident Evil Village, está inspirado en este personaje.